# Locomotiva FS 687
Le locomotive gruppo 687 erano locomotive a vapore con tender, di rodiggio 1-3-1, a 2 cilindri a doppia espansione, per treni passeggeri, che le Ferrovie dello Stato italiane ebbero dalle ferrovie imperial regie austriache in conto riparazioni belliche della prima guerra mondiale.

## Storia
La locomotive a vapore immatricolate come gruppo 687 erano le ex "329 kkStB", progettate da Karl Gölsdorf sul telaio delle 229, e vennero costruite tra il 1907 e il 1909 in 93 unità da Floridsdorf, Wiener Neustadt, Steg e BMMF.

Dopo la prima guerra mondiale solo 20 unità rimasero nelle Ferrovie Federali Austriache (BBÖ) mentre le restanti vennero ripartite tra varie nazioni quali risarcimento dei danni di guerra; tra queste vi fu il lotto di 7 unità che le Ferrovie dello Stato (FS) immatricolarono come gruppo FS 687 ai numeri 001-007.
Le locomotive rimasero a far servizio nello stesso impianto (precedentemente austriaco) di Gorizia limitate nel loro uso a causa dell'impianto frenante a vuoto.

## Caratteristiche
Si trattava di macchine a tre assi motori accoppiati del diametro di 1.614 mm, con asse di guida anteriore e asse posteriore portante di 870 mm. Il motore era a due cilindri a doppia espansione e agiva sul secondo asse mediante una biella motrice; da questo il moto era trasmesso mediante biella di accoppiamento a tutti e tre gli assi motori. La locomotiva era dotata di impianto del freno a vuoto tipo Hardy.

## Corrispondenza locomotive ex kkStB e numerazione FS[3].
| Numero e gruppo FS | numero e gruppo KkStB | Fabbrica     | anno di fabbricazione | Demolizione o alienazione |
| ------------------ | --------------------- | ------------ | --------------------- | ------------------------- |
| 687.001            | 329.13                | Floridsdorf  | 1908                  | ?                         |
| 687.002            | 329.02                | Wiener Neust | 1909                  | ?                         |
| 687.003            | 329.03                | Wiener Neust | 1909                  | ?                         |
| 687.004            | 329.04                | Steg         | 1909                  | ?                         |
| 687.005            | 329.05                | Steg         | 1909                  | ?                         |
| 687.006            | 329.07                | Steg         | 1909                  | ?                         |
| 687.007            | 329.08                | BMMF         | 1909                  | ?                         |